# Horaia
Horaia is een geslacht van kevers uit de familie bladkevers (Chrysomelidae).
De wetenschappelijke naam van het geslacht werd in 1935 gepubliceerd door Chûjô.

## Soorten
- Horaia laevigata Chen & Wang, 1980